# Augsdorf (Gerbstedt)

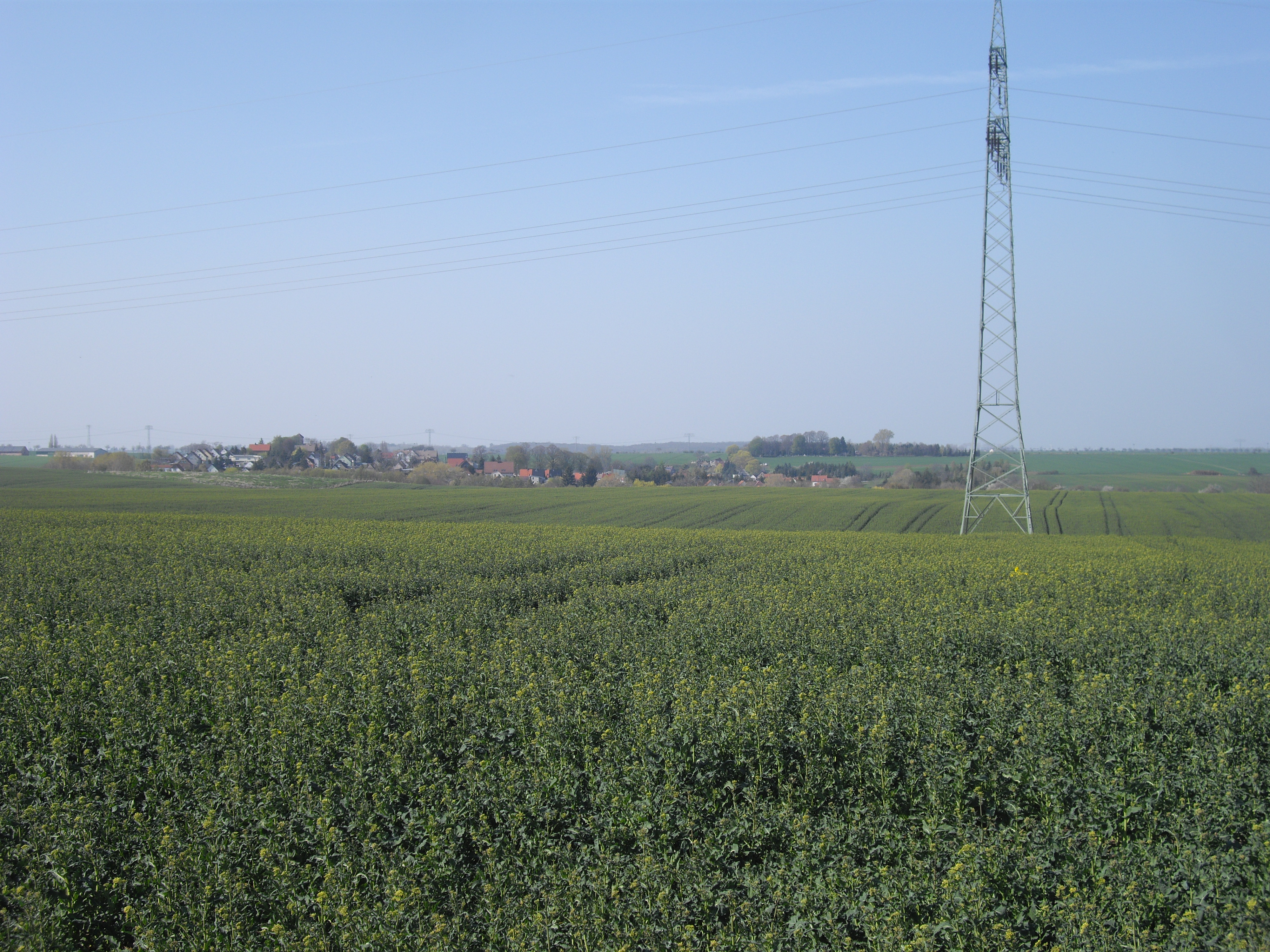
Blick auf Augsdorf von Süden

Augsdorf ist ein Ortsteil der Stadt Gerbstedt im Landkreis Mansfeld-Südharz in Sachsen-Anhalt.
Augsdorf, Thondorf, Hübitz und Siersleben werden auch als die Griftdörfer (Dörfer am Griftbach) bezeichnet.

## Geografie
Augsdorf liegt im östlichen Harzvorland auf der sogenannten Mansfelder Platte, ca. 6 km südöstlich von Hettstedt. In der Ortslage treffen sich zwei Feldmulden: Die des Rüsterbaches aus Siersleben, die sich in der Ortslage langsam eintieft und die des Griftes aus Hübitz. Nach ihrer Vereinigung unweit des Freibades von Augsdorf tieft sich der Einschnitt weiter nach Osten ein und verläuft in Richtung Schlenzetal. Begrenzt von den ersteren zwei Feldmulden liegt eine Erhöhung, auf der die Dorfkirche steht. Nördlich und östlich der Dorfkirche liegt der alte Dorfkern von Augsdorf mit unregelmäßigen Straßen. Nach Süden grenzt an diesen ein jüngeres Wohngebiet an, das sich bis an den Griftbach erstreckt. Die Straßen sind in diesem gerade und schneiden sich rechtwinklig. Südlich von Augdorf befindet sich die im Winter als Schlittenberg genutzte Pollebener Hohle, durch die ein Feldweg zur Straße von Hübitz nach Polleben führt.
Südlich von Augsdorf befinden sich außerdem einige kleine Weiher. Östlich von Augsdorf steht über dem Tal die weithin sichtbare Spitzkegelhalde des Otto-Brosowski-Schachts. Hier endet die Gemarkung Augsdorf. Nördlich des Dorfes besteht die Gemarkung Augsdorfs aus einer Hochfläche, auf die im äußersten Norden der Gemarkung die Feldmulde des früheren Sohlbaches folgt.  In diesem Tal befindet sich die wüste Dorfstätte Nienstedt.

### Klima
Der Jahresniederschlag beträgt 498 mm. Die Niederschläge sind extrem niedrig. Sie liegen im unteren Zwanzigstel der in Deutschland erfassten Werte. An 3 % der Messstationen des Deutschen Wetterdienstes werden niedrigere Werte registriert. Der trockenste Monat ist der Oktober, die meisten Niederschläge fallen im Juni. Im Juni fallen 1,9 mal mehr Niederschläge als im Oktober. Die Niederschläge variieren kaum und sind  gleichmäßig über das Jahr verteilt. An nur 16 % der Messstationen werden niedrigere jahreszeitliche Schwankungen registriert.

## Geschichte

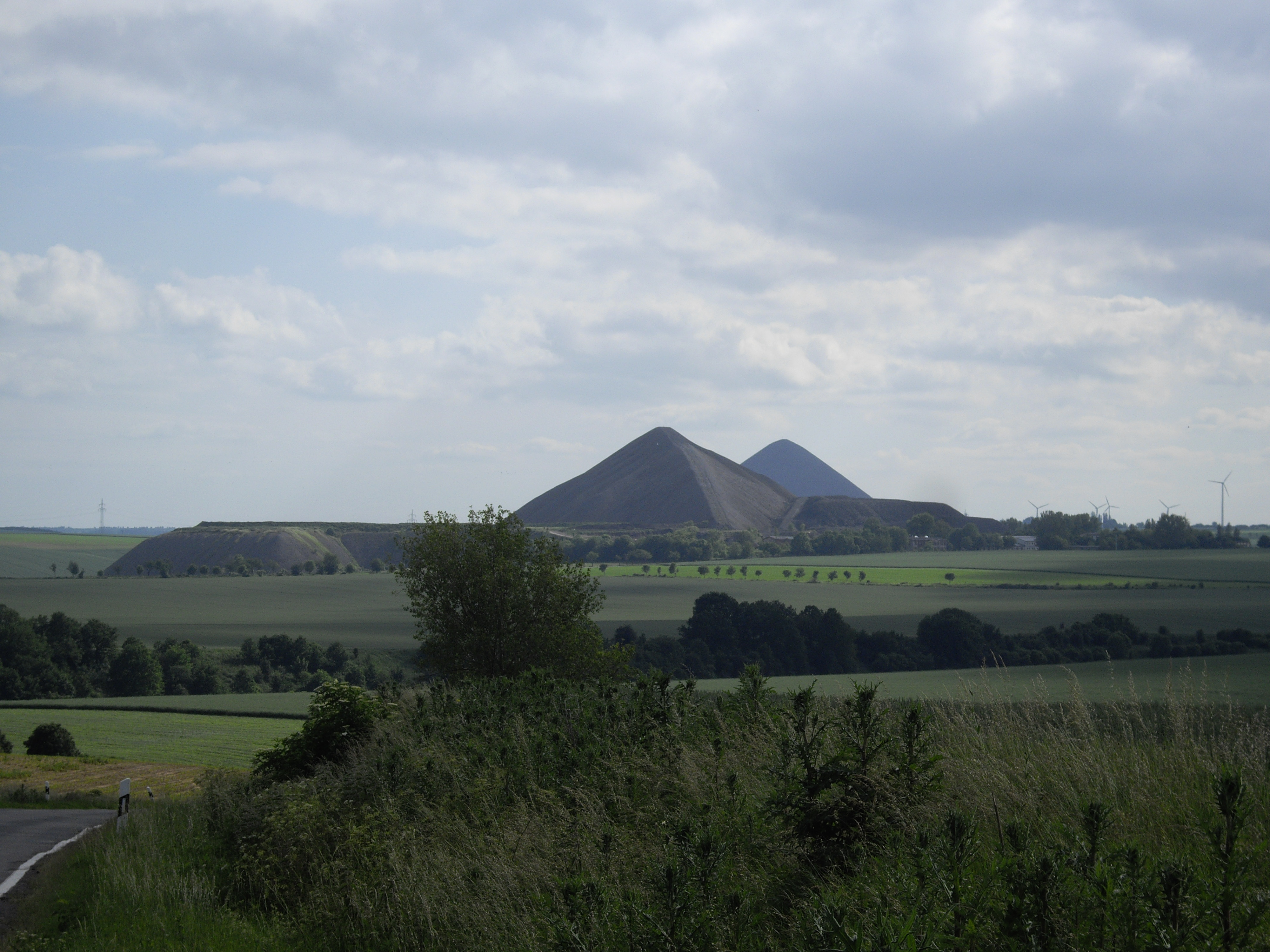
Blick auf die Halde des Otto-Brosowski-Schachtes bei Augsdorf. Im Hintergrund ist die Spitzkegelhalde des Ernst-Thälmann-Schachtes zu erkennen.

Eine Besiedelung der Gegend um Augsdorf bereits in vorgeschichtlicher Zeit ist durch das Fürstengrab von Helmsdorf belegt. Das Dorf Augsdorf selbst ist vermutlich zur Zeit der fränkischen Kolonisation um 850 entstanden. Der Ort war ursprünglich ein Straßendorf an der alten Straße zwischen Siersleben und Helmsdorf. Diese alte Straße existiert heute nur noch westlich von Augsdorf als Verbindungsweg nach Siersleben.
Der Chronist Spangenberg schrieb 1570, dass die Einwohner von Augsdorf noch um 1300 Cives genannt wurden und bürgerliche Freiheiten genossen. Weiterhin sollten sie damals 18 Schock Groschen jährlich an Steuern bezahlt haben. Damals war Augsdorf wahrscheinlich viel bedeutender als heute.
In der Vergangenheit lag Augsdorf inmitten der Bergbauregion des Mansfelder Reviers. Zunächst in mühevoller Handarbeit wurde erst oberirdisch und später unterirdisch der sog. Kupferschiefer abgebaut, der neben dem namensgebenden Kupfer auch bedeutende Mengen an Silber enthielt. Die Abbaufelder wanderten dabei mit der Zeit vom Rande des Reviers immer mehr in seine Mitte, da der Rohstoff am Rande noch weniger tief vorkam und dadurch anfangs leichter abzubauen war als später. Seinen Höhepunkt fand der Abbau mit den großen Schachtanlagen des Otto-Brosowski-Schachtes und des Ernst-Thälmann-Schachtes in der unmittelbaren Umgebung von Augsdorf. Dabei wurden die weithin sichtbaren, über 100 m hohen Spitzkegelhalden aus Abraummaterial aufgeschüttet, die heute als Pyramiden des Mansfelder Landes bekannt sind. In den 1960er Jahren musste der Abbau des Kupferschiefers im Mansfelder Land wegen Unwirtschaftlichkeit aufgegeben werden.
Am 1. Januar 2010 schlossen sich die Gemeinden Augsdorf, Friedeburgerhütte, Hübitz, Ihlewitz, Rottelsdorf, Siersleben, Welfesholz und Zabenstedt mit der Stadt Gerbstedt zur neuen Stadt Gerbstedt zusammen. Die Verwaltungsgemeinschaft Gerbstedt, zu der Augsdorf gehörte, wurde aufgelöst.
Nach der Eingemeindung wurden von der neuen Stadt Gerbstedt in Augsdorf einige Straßen umbenannt, damit keine doppelten Straßennamen in verschiedene Ortschaften vorkommen.

## Kultur und Sehenswürdigkeiten

### Bauwerke
Auf einer Anhöhe inmitten des Dorfes steht die Dorfkirche von Augsdorf. Sie besitzt einen vorstehenden Turm mit einer einfachen Haube. Das heutige Gebäude wurde 1859 im neogotischen Stil neu erbaut und ersetzte einen Altbau, der zuletzt im Jahre 1489 erneuert wurde.

### Geschichtsdenkmale

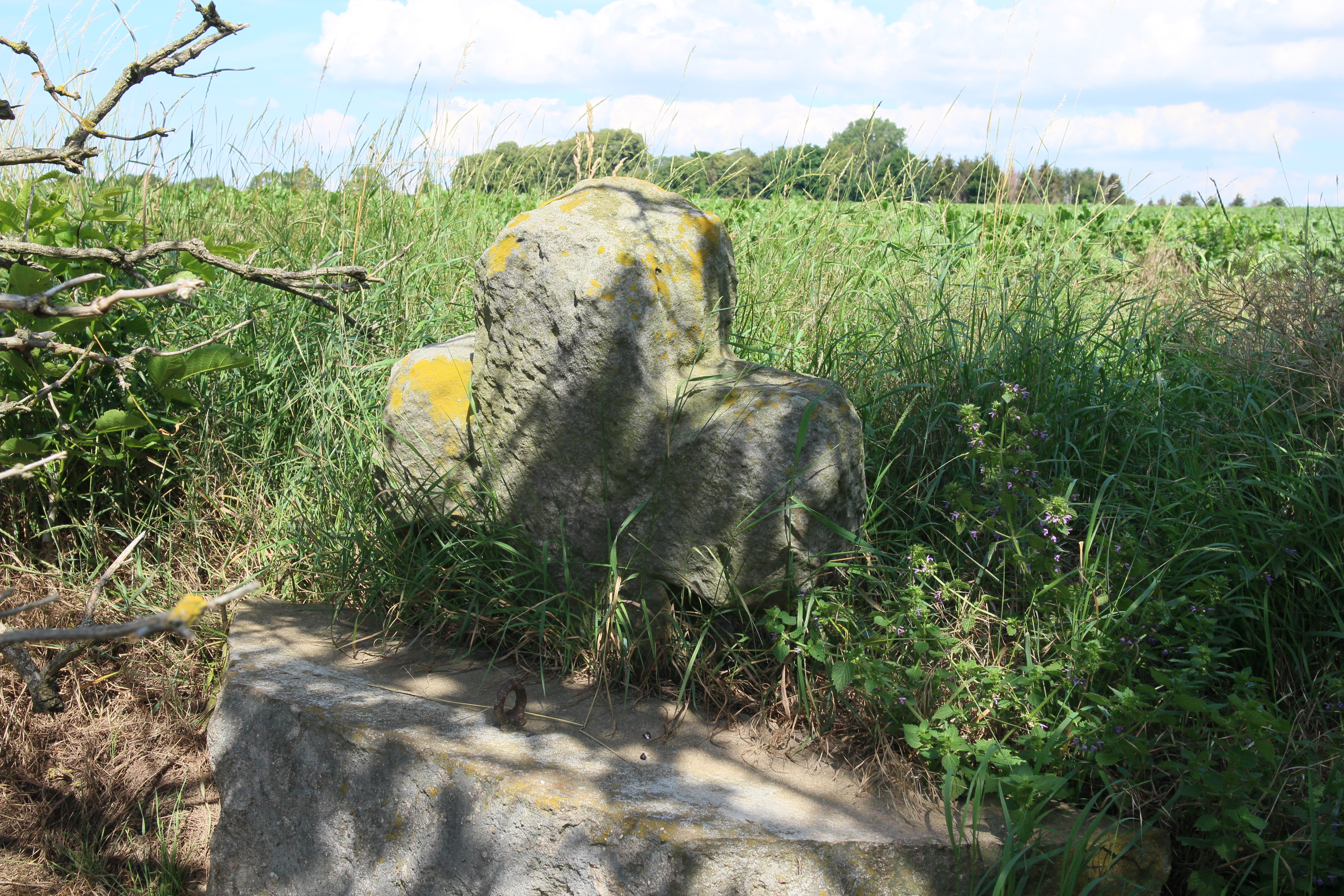
Altes Steinkreuz östlich von Augsdorf

- Grabstein auf dem Ortsfriedhof für einen namentlich bekannten polnischen Zwangsarbeiter, der als Strafgefangener aus dem nahe gelegenen Paulsschacht (dem späteren Brosowskischacht) Zwangsarbeit verrichten musste und 1943 ums Leben kam
- Steinkreuz am Feldweg zum Brosowskischacht[5]
- Zwei alte Wegweiser aus Sandstein an der Straße nach Siersleben sowie am Feldweg nach Welfesholz

## Wirtschaft und Infrastruktur

### Verkehr
Augsdorf ist wenig an den Verkehr angebunden. Es gibt befestigte Verbindungen zur nördlich vorbeiführenden Landesstraße 154 (Siersleben – Könnern) und nach Siersleben. Über Feldwege und unbefestigte Pisten ist Augsdorf mit weiteren Nachbardörfern verbunden. Zur Bundesstraße 180, die Lutherstadt Eisleben und Hettstedt verbindet, sind es in westlicher Richtung etwa zwei Kilometer. Der nächstgelegene Bahnhof befindet sich in Hettstedt.